# Syngnathus watermeyeri
Syngnathus watermeyeri là một loài cá thuộc họ Syngnathidae. Nó là loài đặc hữu của Nam Phi.